# توماس غوثري ماركيز
توماس غوثري ماركيز هو مؤرخ كندي، ولد في 1864، وتوفي في 1936.